# Torre Niella
Can Cuiàs o Torre Niella és un edifici al terme de Cardedeu (el Vallès Oriental) protegit com a bé cultural d'interès local. Aquesta torre està situada al costat d'una vella masia. Es troba a tocar de la masia de Can Cuiàs i va ser encarregada per l'indià Joan Niella, dedicat al negoci del cacau a Guinea. Fins a 1974 havia pertanyut a l'empresa de Cultius Viure, després passa a mans d'una família de Canovelles que intentaren posar en marxa una explotació agrària. L'exterior està força ben conservat, però l'interior està molt reformat. Posteriorment van viure uns familiars del propietari. Edifici aïllat de nova planta annexa a l'antic manso d'en Cuiàs, de planta baixa, pis i golfa i torratxa en el qual es troba l'escala coberta a dues vessants. La façana és de composició simètrica amb un sòcol de pedra, un primer pis de carreus de pedra i la resta arrebossada. Els elements decoratius, tal com esgrafiats, tipus d'obertures de finestres, llindes i el reixat són típics del modernisme i concretament de la primera etapa modernista de Raspall.